# Reuzenlevensboom
De reuzenlevensboom (Thuja plicata) is een boom uit de cipresfamilie (Cupressaceae) uit westelijk Noord-Amerika die daar van belang is voor de houtoogst. In de volksmond wordt de reuzenlevensboom vaak gewoon als conifeer aangeduid. In Europa is de soort geïntroduceerd als sierboom in tuinen en parken. In zijn oorspronkelijk biotoop kan de boom 60-80 m hoog en 3-4 m in doorsnede worden. In Europa haalt de boom soms een hoogte van 40 meter. De groeisnelheid is sterk afhankelijk van de standplaats. De reuzenlevensboom kan echter zeer oud worden.

## Botanische beschrijving
De kroon is smal kegelvormig met een spitse top en omhoog gebogen takken. Later wordt de boom breder.
De boomschors is roodachtig bruin en vezelig. Met het ouder worden wordt de schors grijsbruin en gaat een beetje loslaten.
De bladeren zijn stomp en schubachtig en zitten aan afgeplatte twijgen. De bovenzijde van de bladeren is helder- en glanzend groen, de onderzijde is bleker en witachtig.
Mannelijke kegels zijn geel en erg klein. Vrouwelijke kegels zijn leerachtig, eivormig en circa 1,5 cm lang. Elke kegel bestaat uit tien tot twaalf dunne, elkaar overlappende schubben die uitstaan als stekels.

## Hout
De reuzenlevensboom levert licht, maar duurzaam hout met bleekgeel spinthout en oranjebruin kernhout. Pas op latere leeftijd onderscheidt de kleur van het kernhout zich met het spinthout. Het hout staat bekend onder de naam western red cedar en heeft een zeer aangename geur, die lange tijd aanwezig blijft. Het hout wordt gebruikt voor hekwerkjes, palen, schuttingen en dergelijke.
Western red cedar is naaldhout en moet niet verward worden met het loofhout van de Spaanse ceder, hetgeen onder andere gebruikt wordt voor sigarenkistjes.

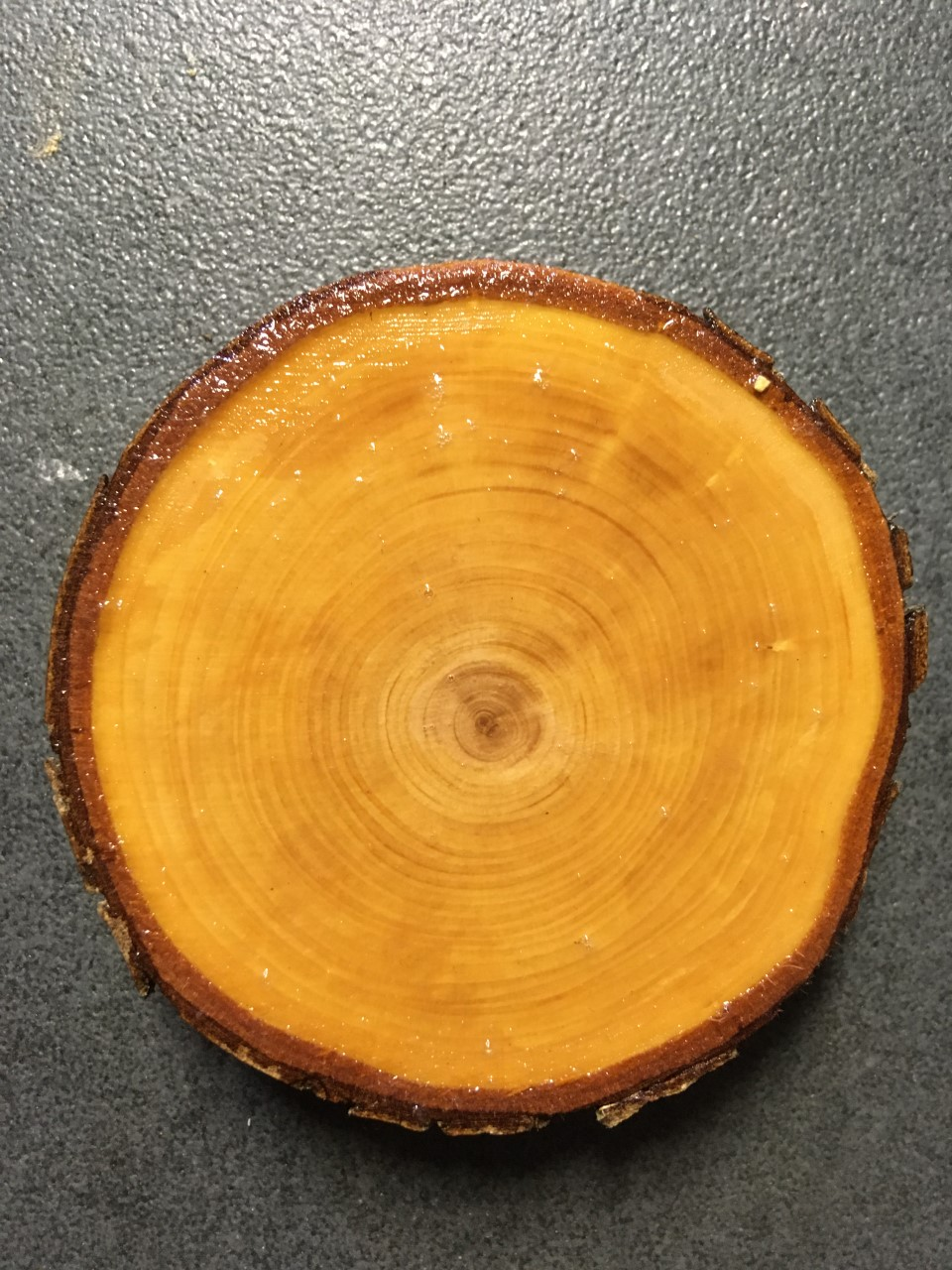
Op sommige standplaatsen worden zéér smalle jaarringen gevormd.

## Oude bomen in Nederland
- In Arboretum Trompenburg te Rotterdam staat een reuzenlevensboom uit 1870.